# Melæna
 Mise en garde médicale
Le melæna, mélæna ou méléna est, en médecine, un symptôme caractérisé par l'évacuation par l'anus de sang noir, pâteux et nauséabond, mélangé ou non aux selles. Les selles sont souvent qualifiées de goudronneuses et peuvent être constatées soit par le patient soit par le médecin lors du toucher rectal. La couleur, la consistance et l'odeur sont dues à une digestion incomplète et indiquent une hémorragie située relativement haut dans le tube digestif. Les selles doivent séjourner au moins 14 heures dans le tractus gastro-intestinal pour qu'il y ait présence de méléna. C'est l'oxydation de l'hémoglobine lors du passage dans l'intestin grêle et le côlon qui est responsable de la couleur noire.
L'étymologie du terme émane du grec ancien : μέλαινα (χολέρα),Mélaïna Kholera littéralement bile (noire).

## Causes possibles
- Ulcérations de l'estomac ou du duodenum
- Gastrite
- Lésions dues aux traitements par des anti-inflammatoires non stéroïdiens ou à l'aspirine
- Cirrhose
- Rupture de varices œsophagiennes
- Cancer du côlon ascendant
- Conséquence d'une opération du tube digestif (exemple : résection d'un segment d'intestin)

## Diagnostic
La première étape du diagnostic est de vérifier la présence de sang dans les selles. Un médecin procède à un toucher rectal.
Si la présence de sang dans les selles est confirmée, il faut en rechercher la cause au cours d'une hospitalisation.
On réalisera dans ce but une fibroscopie œsogastroduodénale (FOGD) à la recherche d'une cause digestive « haute ».
Si cet examen est négatif, on réalisera une coloscopie à la recherche d'une cause digestive basse.
Dans un troisième temps, on peut envisager l’exploration de l'intestin grêle par vidéocapsule, par exemple.

## Diagnostic différentiel
Les selles peuvent être noires lors de l'absorption de médicaments tels que :
- le fer ;
- le charbon.

Elles peuvent également l'être avec le boudin noir et la réglisse.
On peut faire dans les selles un test à l'eau oxygénée pour s'assurer que c'est bien du sang : le test est positif si ça mousse[réf. nécessaire].

## Traitement
- L'hospitalisation d'urgence est souhaitable pour évaluer l'abondance de l'hémorragie.
- Traitement des ulcères.
- Une gastrectomie partielle est parfois le dernier recours.